# 有司専制
有司専制（ゆうしせんせい）は、明治政府の政治が、政府内の特定藩閥政治家数名で行われていると批判した言葉。学問的には1873年（明治6年）に起こった明治六年政変後の、大久保利通の主導権が確立された時期から、1890年（明治23年）に大日本帝国憲法施行によって民選議院を含めた帝国議会が設置されるまでの時期を指す。また、これを板垣退助などが批判した。

## 概要

### 明治六年政変
1873年（明治6年）、明治政府では岩倉使節団などの洋行派と、西郷隆盛ら国内残留派の路線対立が激しくなっていた。
10月に大久保ら洋行派が勝利し、西郷や板垣退助らを下野に追い込んだ。
この年の11月に内務省が設置され、大久保が参議兼任のまま内務卿となったが、この時期に有司専制が確立されたという見解が一般的となっている。
以降、参議による各省の卿兼任が一般的となり、各省は参議による操作を受けることとなった。

### 民選議院設立建白書
これに対し、1874年（明治7年）に板垣退助・後藤象二郎らによって政府へ出された『民選議院設立建白書』の中にある「臣等伏シテ方今政権ノ帰スル所ヲ察スルニ、上帝室ニ在ラス下人民ニ在ラス、而独有司ニ帰ス」の言に由来しており、「有司」とは政府中枢を指して議会政治によらず彼らの合議だけで国家の方針を決めている現状は、国民の「輿論公議」を重んじるとした『五箇条の御誓文』の精神に反すると痛烈に批判し、以後自由民権運動における政府批判と議会設置を求めるスローガンとして用いられた。